# ديريثرومايسين
ديريثرومايسين (بالإنجليزية: Dirithromycin)‏ هو دواء يُستعمل في علاج:
- التهاب البلعوم[5]
- ذات الرئة البكتيري[5]
- التهاب القصبات الحاد[5]
- التهاب اللوزتين[5]
- عدوى عنقودية[5]

## دوره
يلعب هذا الدواء دورًا في علاج الأمراض كونه:
- مثبط تخليق البروتين
- مضاد حيوي